# Raúl Muñoz
Raúl Muñoz (Curicó, 25 de maio de 1975) é um ex-futebolista chileno que atuava como defensor.

## Carreira
Raúl Muñoz integrou a Seleção Chilena de Futebol na Copa América de 1997.